# Hafida Chaouch
Hafida Chaouch, née le 17 septembre 1982, est une rameuse d'aviron algérienne.

## Carrière
Hafida Chaouch remporte la médaille d'argent en deux de couple avec Basma Dries et la médaille de bronze du skiff poids légers aux Championnats d'Afrique d'aviron 2005.
Aux Jeux africains de 2007, elle remporte la médaille d'or en deux de couple avec Basma Dries et la médaille d'argent en deux de couple poids légers avec Amina Rouba.